# Marco Lara Guzmán

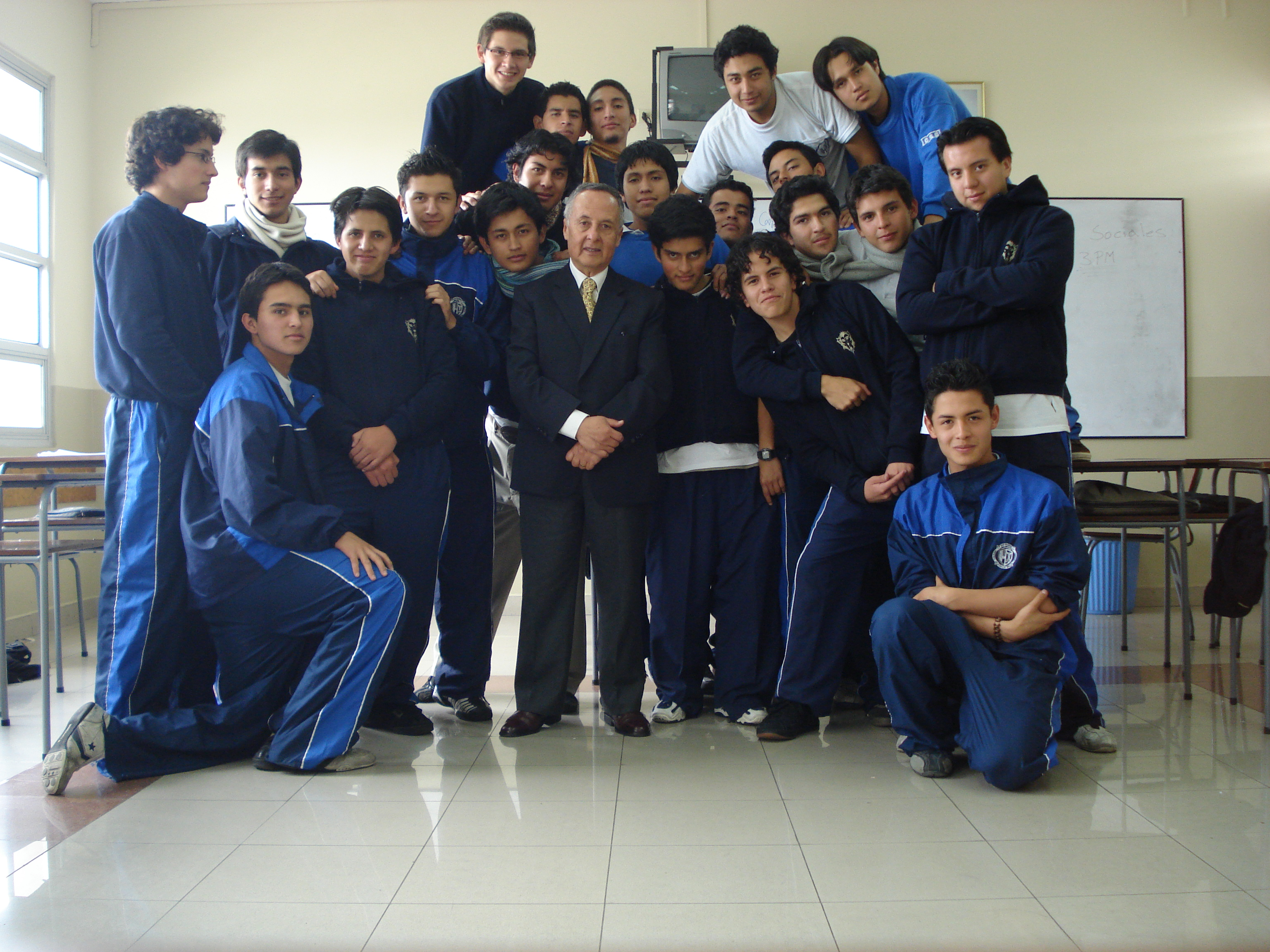
Marco Lara Guzmán con sus alumnos del Colegio San Gabriel de Quito, 2008.

Marco Lara Guzmán (Quito, 25 de septiembre de 1942-Quito, 24 de agosto de 2017) fue un abogado, periodista y político ecuatoriano. Primer Premio en el Concurso Internacional de Oratoria en México, representando al Ecuador. Fue presidente nacional de las Juventudes Revolucionarias Social Cristianas y posteriormente presidente nacional del Partido Social Cristiano siendo elegido en dos ocasiones, para los periodos 1978-1979 y 1988-1990.
En 1984, durante la presidencia de León Febres-Cordero, ocupó el cargo de Secretario de Comunicación durante todo el período presidencial.
Fue miembro honorífico de la Academia Nacional de Historia del Ecuador. Fue además catedrático en varias universidades quiteñas como la Universidad de los Hemisferios, impartiendo la cátedra de Derecho Internacional Público, Derecho Internacional Privado y Arbitraje y Mediación. Siendo también un reconocido árbitro quiteño, en derecho y en equidad, en la Cámara de Comercio de Quito.
Fue el fundador de la firma legal Trialegis Abogados en 2016, donde formó a varios de sus exalumnos de la Universidad de los Hemisferios, quienes se convirtieron en socios de la firma. Su liderazgo y visión perduraron hasta su fallecimiento, dejando un valioso legado.
Fue editorialista del diario Hoy de la ciudad capital; además, el autor de varios libros entre los cuales destaca Camino y significación del Partido Social Cristiano. Asimismo, fue profesor de historia en el Colegio San Gabriel de Quito, del que también fue alumno, hasta 2008.

## Obras
Marco Lara Guzmán fue un autor prolífico que ha dejado una gran cantidad de obras, tratando temas diversos. Algunas de ellas son: